# One for John Gee
«One for John Gee» es la undécima canción del primer álbum de los Jethro Tull, This Was, que solo fue incluida años después, como bonus track, en la edición remasterizada del disco en 2001.
Previamente, la canción ya había sido lanzada al mercado en 1988 en el box set 20 Years of Jethro Tull (Disco 1).
- Datos: Q6050968